# SN 2000ed
SN 2000ed – supernowa typu II? odkryta 21 października 2000 roku w galaktyce A021106-0422. W momencie odkrycia miała maksymalną jasność 23,70m.